# Андреянова, Елена Ивановна
Еле́на Ива́новна Андрея́нова (1 (13) июля 1819 — 14 (26) октября 1857, Париж) — русская артистка балета, ещё при жизни считавшаяся одной из самых выдающихся балерин романтического балета.

## Биография
Елена Андреянова родилась 1 июля 1819 года. В раннем возрасте стала гражданской женой Александра Гедеонова, директора императорских театров. Училась у Авдотьи Истоминой и впоследствии у Марии Тальони. В апреле 1837 года окончила Петербургское театральное училище. 
С 1843 года гастролировала в Москве, с 1845 года — во многих городах Европы (Лондон, Париж, Милан, Гамбург), а в последние годы жизни — в различных городах Российской империи (Харьков, Полтава, Одесса, Курск, Воронеж). Находилась в составе Петербургской балетной труппы до 1854 года. Скончалась, как считается, из-за нервного перенапряжения, на самом деле от рака, вскоре после выезда из Петербурга в Париж на очередные гастроли. Похоронена на кладбище Пер-Лашез.
Андреянова стала первой русской исполнительницей заглавных партий в балетах А. Адана «Жизель» (1842), Ф. Бургмюллера «Пери» (1844), Э. Дельдеве и Л. Минкуса «Пахита» (1847), Н. Ребера и Ф. Бенуа «Сатанилла». Другие известные её роли — Елена («Роберт-Дьявол»), Фенелла («Немая из Портичи»). Французский балетмейстер Жюль Перро специально для неё создал две роли в своих балетах: Чёрной феи в «Питомице фей» Адана (1850), а затем графини Берты в его же «Своенравной жене» (1851). 
Андреянова также была известна как исполнительница танцев (лезгинка в «Руслане и Людмиле» и славянская пляска в «Аскольдовой могиле») и как автор балетов: ею, в частности, в 1854 г. во время гастролей в Воронеже был поставлен балет «Бахчисарайский фонтан» по одноимённой поэме Пушкина (сведения об использованной музыке не сохранились).
Игре балерины были присущи, по воспоминаниям современников, выразительность пантомимы, танцевальная поэтичность, действенный драматизм и виртуозность характерного и классического танцев. Но у неё не было «стального носка», ни апломба, ни пируета, ни рон-де-жамба и эти недостатки не выкупались смелостью поз — её единственным достоинством, выражающимся в характерных, вакхических па, где смелость переходила в наглость. К тому же Андреянова была такой непривлекательной наружности (её нос был так длинен, что подняв ногу, она боялась всегда задеть его), что окружающие недоумевали, чем она могла пленить Гедеонова, а карикатурист М. Л. Невахович постоянно рисовал ее в своем «Ералаше».